# Phare de Whitlocks Mill
Le phare de Whitlocks Hill (en anglais : Whitlocks Hill Light) est un phare actif situé sur la rive sud du fleuve Sainte-Croix à 5 km à l'est de Calais, dans le comté de Washington (État du Maine). Il s'agit du phare le plus septentrional de l'État.
Il est inscrit au Registre national des lieux historiques depuis le 21 janvier 1988.

## Histoire
Cette lumière, mis en service en 1892, marque un coude dans la rivière. C'était, à l'origine, une lanterne accrochée dans l'arbre par le meunier local qui a donné son nom à la station. En 1910, le complexe actuel a été construit avec une lentille de Fresnel de quatrième ordre.
En 1969, la lumière a été automatisée et la lentille de Fresnel remplacée par un système optique standard de 250 mm. Le vieil objectif a ensuite été exposé au Shore Village Museum de Rockland (qui fait maintenant partie du Maine Lighthouse Museum). En 2009, l'optique de 250 mm a été remplacée par une LED VLB-44 (en). En 1970, la station a été louée au Washington County Vocational Technical Institute (en). La maison et les terres du gardien ont finalement été cédées à des propriétaires privés, mais les garde-côtes ont conservé la propriété du phare lui-même.
En 1999, la tour a été cédée à la St. Croix Historical Society dans le cadre du programme des phares du Maine, précurseur de la loi sur la National Historic Lighthouse Preservation Act (en). La lumière a été ajoutée au registre national des lieux historiques sous le nom de Whitlocks Mill Light Station le 21 janvier 1988, sous le numéro de référence 87002276.

## Description
Le phare comprend une tour, la maison du gardien, un hangar à équipements, une cabane à carburant et un bâtiment à corne de brume en forme de clocher. La maison du gardien est, depuis 1970, maintenant une propriété privée qui fait face à la rivière.
Ce phare est une tour cylindrique en brique à claire-voie, avec une galerie et une lanterne de 7,5 m de haut. La tour est peinte en blanc et la lanterne est noire. Son feu isophase émet, à une hauteur focale de 10 m, un long éclat vert de 3 secondes par période de 6 secondes. Sa portée est de 6 milles nautiques (environ 11 km).

## Caractéristiques dufeu maritime
Fréquence : 6 secondes (Vert)
- Lumière : 3 secondes
- Obscurité : 3 secondes

Identifiant : ARLHS : USA-890 ; USCG : 1-0985 - Amirauté : H4138.
|                 |
| Le phare (1916) |

### Lien connexe
- Liste des phares du Maine